# Neoclypeodytes plicipennis
Neoclypeodytes plicipennis är en skalbaggsart som först beskrevs av George Robert Crotch 1873.  Neoclypeodytes plicipennis ingår i släktet Neoclypeodytes och familjen dykare. Inga underarter finns listade i Catalogue of Life.